# Castillo de Kajaani
El Castillo de Kajaani (en finés: Kajaanin linna) fue construido en la isla Ämmäkoski del río Kajaani en el centro de Kajaani, Finlandia, en el siglo XVII. Hoy en día, sólo quedan las ruinas sin techo del castillo.
El castillo funcionaba como un centro administrativo, una prisión y un punto de apoyo militar. El más famoso prisionero en el castillo fue el historiador Johannes Messenius, quien se vio obligado a vivir en las malas condiciones que ofrecía el castillo desde 1616 hasta 1635.
Durante la Gran Guerra del Norte (también conocida como la "Gran Ira"), las fuerzas rusas sitiaran el castillo durante varios meses, hasta que finalmente obligaron a sus ocupantes a rendirse por falta de alimentos, leña y municiones. Poco después de esto, los rusos explotaron el castillo y sus habitantes fueron trasladados a Rusia para ser encarcelados.